# シボレー・ブラザーズ・マニュファクチャリング・カンパニー
シボレー・ブラザーズ・マニュファクチャリング・カンパニー（Chevrolet Brothers Manufacturing Company ）は、1921年創業のエンジン部品メーカー。
ルイスとアーサーのシボレー兄弟は、1921年にシボレー・ブラザーズ・マニュファクチャリング・カンパニーを設立し、主にアーサーが主導して、どこにでもあった使い古しのフォード・モデルTをチューンするためのフロンテナック・ブランドのシリンダーヘッドを製作販売した。このシリンダーヘッドは「フロンティ(Fronty)」と愛称され、フロンティをのせたT型は「フロンティ・フォード(Fronty Ford)」と呼ばれた。
フロンティナックとは、それ以前の1916年から1921年までシボレー兄弟が設立していたレーシングコンストラクター名であり（フロンテナック・モーター・コーポレーション）、インディ500などのレースで活躍したブランド名だった。